# Гигантская рябь течения
Гига́нтская рябь тече́ния, или Гига́нтские зна́ки ря́би тече́ния, — активные русловые формы рельефа высотой до 20 м, образованные на участках, прилежащих тальвегам пристрежневых частей магистральных долин дилювиального стока.
Гигантские знаки ряби течения являются морфологическим и генетическим макроаналогом мелкой песчаной ряби течения.

## Палеогеографическая основа
В четвертичное время у краёв ледников и ледниковых систем, а также в огромных межгорных котловинах возникали гигантские ледниково-подпрудные озера. Эти озёра систематически прорывали ледниковые плотины и продуцировали супермощные паводки — дилювиальные потоки. В результате работы этих суперпотоков исходный рельеф геологически мгновенно менялся (за минуты-часы-дни) и формировался новый, дилювиальный, морфолитологический комплекс горных и равнинных скэблендов. Кроме деструктивных дилювиальных образований — гигантских каньонов-кули́, эворзионных котлов, ванн, воронок, котловин высверливания и других, возникали и аккумулятивные морфолитологические ассоциации, сложенные дилювием. Расходы суперпаводков превышали 1 млн м³/с (с максимумом более 18 млн м³/с), скорости составляли десятки м/с при глубинах суперрек в сотни метров.
Самыми диагностически контрастными аккумулятивными формами дилювиального рельефа признаны открытые в начале 1980-х годов в России (впервые в Евразии и вторые в мире) гигантские знаки ряби течения, дилювиальные валы-террасы и дилювиальные бермы, при этом гигантская рябь течения признаётся важнейшим звеном группы аккумулятивных форм парагенетической ассоциации дилювиального морфолитологического комплекса.

## История открытия рельефа гигантской ряби течения
История изучения скэбленда отчётливо делится на два этапа: «старый», который начался с первых работ Джона Харлена Бретца и Джозефа Парди в Северной Америке и продолжался до конца XX века, увенчавшись открытием гигантских знаков ряби течения в Евразии, и «новый». Последний связан с многолетней дискуссией о генезисе обсуждаемого рельефа, в которую вступили многие геологи, геоморфологи и географы России (см. разделы «Примечания» и «Литература»). Дискуссия о происхождении скэбленда так или иначе затрагивает все аспекты дилювиальной теории, начиная от генезиса самих озёр, продолжительности их существования, возможности их катастрофических сбросов и заканчивая происхождением тех или иных, уже бесспорных среди многих учёных других стран, да и умножающегося числа российских учёных, дилювиальных образований.

### Старый этап
Джон Харлен Бретц, автор гипотезы дилювиального происхождения Чаннелд-Скаблендс, в качестве доказательства своей правоты, кроме деструктивных форм скэбленда (ущелий-кули́, водопадов-катаракт — цепочек эворзионно-кавитационных «исполиновых котлов», отмытых от рыхлых отложений потопами дилювиальных останцов) к дилювиально-аккумулятивным образованиям относил, главным образом, «гигантские гравийные бары» (дилювиальные валы и террасы). Лишь после доклада Дж. Т. Парди в 1940 г. в Сиэтле на сессии Американской ассоциации по прогрессу в науке в научный обиход вошло выражение «giant current ripples» в его современном, дилювиальном, понимании (хотя в работах некоторых геологов в совершенно другом контексте это выражение употреблялось и ранее, например, в работах А. Тилья). Примечательно, что самого Дж. Х. Бретца на это совещание 1940 года в Сиэтле не пригласили.
Дж. Т. Парди кратко охарактеризовал эти формы, которые он обнаружил ещё в начале XX века при исследовании позднеплейстоценового озера Мизула. Будучи первооткрывателем этого озера (он и дал ему название), Дж. Т. Парди более тридцати лет, вплоть до выхода на пенсию, хранил молчание о катастрофических прорывах гигантских североамериканских плейстоценовых ледниково-подпрудных озёр. «Официальная» американская геология в лице Геологической службы США, которая жёстко в то время контролировала все научные изыскания, в первой половине XX века была категорически против гипотезы Дж. Х. Бретца. Дж. Т. Парди был сотрудником этой организации, поэтому долго не решался огласить свои гипотезы. Однако с именем именно этого исследователя учёные связывают открытие и верное генетическое объяснение рельефа гигантских знаков ряби.
После публикации Дж. Т. Парди 1942 г. гигантские знаки ряби начали обнаруживать в пределах территории Колумбийского базальтового плато (в направлении которого происходили катастрофические опорожнения оз. Мизула и некоторых других ледниково-подпрудных озёр) буквально повсюду.
Специальная работа по изучению геоморфологии и палеогидрологии американского скэбленда была начата Виктором Бейкером. Именно В. Р. Бейкер закартировал все основные известные сегодня в Америке поля гигантских знаков ряби, и именно он первым сделал попытку по множественным измерениям парных параметров дилювиальных дюн и по их механическому составу получить главные гидравлические характеристики мизульских потопов. Разумеется, для этого применялись (ещё со времён Бретца) и другие известные в то время способы — в частности, зависимости Шези и Маннинга. Тем не менее по этим зависимостям оценивались скорости и расходы дилювиальных потоков на стрежне. В. Р. Бейкер рассчитывал палеогидравлические характеристики над полями ряби, то есть на участках, отнесённых от стрежня и (или) на спаде паводка, где скорости течения дилювиальных потоков заведомо должны были быть меньше максимальных (но расходы всё равно составляли сотни тысяч кубических метров воды в секунду).
Почти шесть десятилетий в мировой литературе существовало мнение об уникальности уже ставшего хрестоматийным и вошедшего в учебники ледниково-подпрудного озера Мизула (Missoula Lake) и его катастрофических прорывах, которые вошли в канон ещё одного из «чудес света», присущих Америке.

### Новый этап
Первым исследователем в России, который не только определил генезис гигантских знаков ряби течения, но и описал их строение и реконструировал (в комплексе с другими паводковыми формами) палеогляциогидрологию района геолого-съёмочных работ, был В. В. Бутвиловский. Но он совершил свои реконструкции совсем не там, где сейчас до сих пор продолжаются дискуссии (то есть в бассейнах Чуйской и, в особенности — Курайской, котловин, в долина рек Чуи и Катуни), а в долине р. Башкаус на Восточном Алтае. В. В. Бутвиловский, в сущности, описал для небольшого участка полный палеогидрологический сценарий времени последнего оледенения, который вполне соответствует современным представлениям о ледниковой палеогидрологии суши. Он показал, что обнаруженное им четвертичное Тужарское ледниково-подпрудное озеро после достижения критического уровня было сброшено в долину р. Чулышман. Он подчеркнул, что по долине Башкауса и Чулышмана прошёл всего один, но очень мощный суперпоток с максимальным расходом, около 880 тыс. м³/с (определение производилось по формуле Шези). Впоследствии В. В. Бутвиловский развил свои представления и защитил их в докторской диссертации.

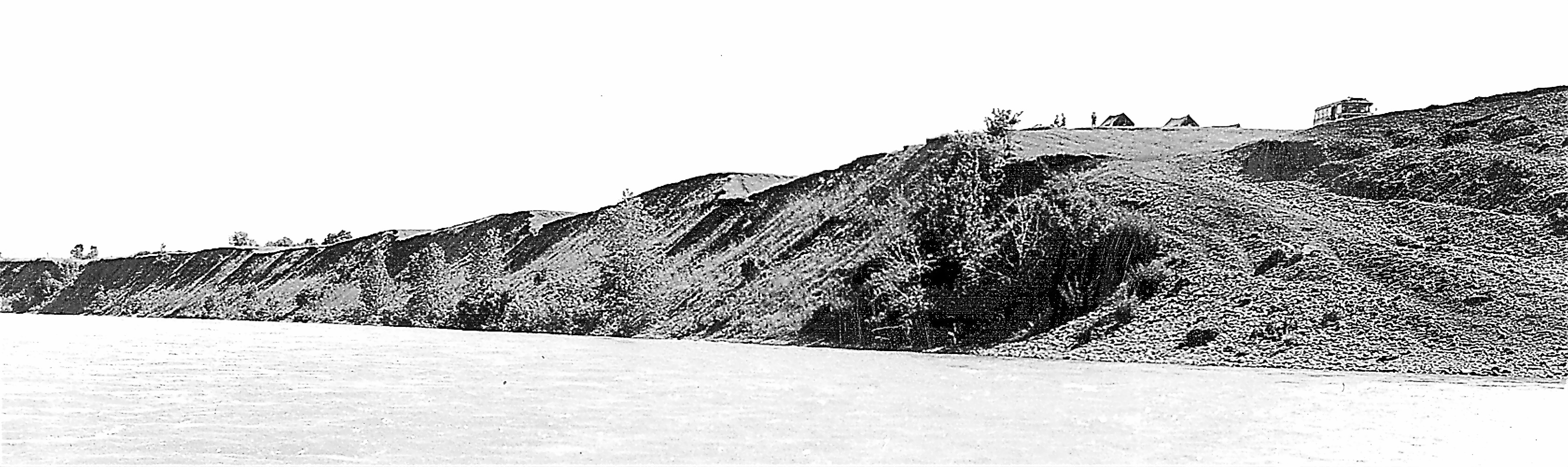
Гигантская рябь течения на левом берегу р. Катунь, в районе с. Платово, Алтай. Соседние гряды почти до деталей повторяют друг друга, что хорошо видно в естественном обнажении реки.

Другой русский геоморфолог-гляциолог, А. Н. Рудой, работая в Центральном и Юго-Восточном Алтае, занимался изучением режима крупнейших на Алтае Чуйского, Курайского и Уймонского ледниково-подпрудных озёр.
Осенью 1983 г. он произвёл специальные полевые наблюдения на левобережном участке р. Катунь, известном сейчас как «поле гигантской ряби Платово-Подгорное», после чего увидела свет первая в России публикация, посвящённая множественным катастрофическим прорывам этих огромных плейстоценовых ледниково-подпрудных озёр.
В начале и середине 1980-х годов были предприняты специальные полевые работы на выявленных А. Н. Рудым участках полей гигантских знаков ряби, четыре из которых со временем стали ключевыми, то есть изучаются специально много лет специалистами разных стран и разных специальностей. К этим участкам относятся поле ряби на правом берегу р. Катунь между сёлами Платово и Подгорное, дилювиальные дюны и антидюны Яломанского скэбленда, а также поля гигантской ряби в Курайской межгорной котловине, в долинах низовьев рек Актру и Тетё и в урочище озера Кара-Коль.

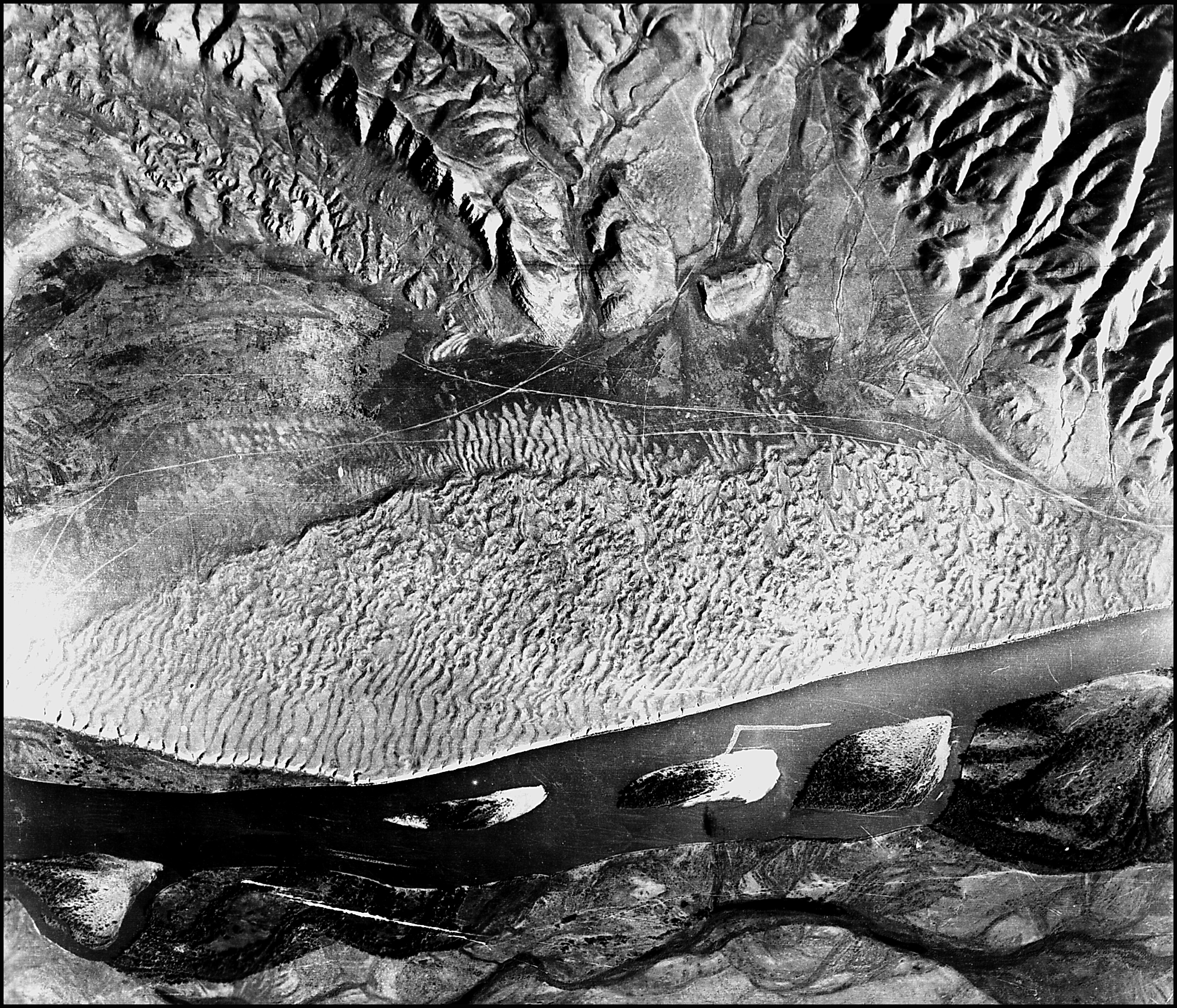
Поля гигантских знаков ряби течения различной морфологии на правобережье р. Б. Енисей (Бий-Хем) ниже устья р. Элегей. Максимальная ширина реки на снимке — 500 метров, высота террасы, по которой развита рябь — 25 метров.

В это же время М. Г. Гросвальд впервые описал и физически интерпретировал поля гигантской ряби течения межгорных котловин Саяно-Тувинского нагорья, в долинах Верхнего Енисея. Сейчас эти поля также изучаются международными экспедициями, появились работы, где гигантским знакам ряби Саяно-Тувинского нагорья уделено специальное внимание.

### Современный этап международной научной кооперации
В начале 1990-х годов состоялись первые международные экспедиции, посвящённые специальному изучению азиатского дилювиального морфолитологического комплекса с целью сравнения основных палеогидроморфологических характеристик горных скэблендов Центральной Азии, уже разработанных к тому времени в России, и известных равнинных дилювиальных ассоциаций территории Чаннелд-Скаблендс Северной Америки. В этих первых экспедициях, кроме российских специалистов (М. Р. Кирьяновой и А. Н. Рудого), принимали участие учёные из США (В. Р. Бейкер), Великобритании (П. А. Карлинг), Германии (К. Фишер и Маттиас Куле) и Швейцарии (К. Зигенталер). Одним из самых значительных результатов этой международной кооперации стал важнейший вывод о том, что алтайские позднечетвертичные дилювиальные потоки были самыми мощными потоками пресной воды на Земле, а их расходы (более 18 млн м³/с), глубины и скорости (сотни метров и десятки м/с, соответственно) превышали таковые для установленных максимальных величин гидравлических параметров прорывов из оз. Мизула. Эти результаты можно признать корректными, поскольку на обоих местонахождениях гигантских знаков ряби работали одни и те же исследователи по одинаковым методикам. Непосредственно над полями знаков ряби эти цифры были гораздо меньше, чего и следует ожидать на участках водных потоков, отнесённых от стрежня. Расходы около 700 000 м³/с получил на участке Платово-Подгорное А. Н. Рудой, и более 750 000 м³/с получил в зоне обратных течений в Курайской котловине П. А. Карлинг.
В дальнейшем на Алтае успешно работала группа немецких седиментологов под руководством Юргена Хергета. В нескольких больших статьях были представлены уточнённые палеогидравлические параметры дилювиальных потоков в долинах Чуи и Катуни. В Туве, после полевого симпозиума Комиссии по глобальной палеогидрологии Международного союза по изучению четвертичного периода (2001 г., август), в котором принимали участие В. Р. Бейкер (США), Лешек Старкель (Польша), Е. Францинетти (Бразилия), Г. Комацу (Япония — Италия), Дж. Нансон (Австралия), Э. Г. Браун (Англия), А. Н. Рудой, А. Ф. Ямских и др., были подробно осмотрены и изучены поля гигантской ряби течения, о которых за двадцать лет до этого говорил М. Г. Гросвальд. В 2009 году вышла в свет статья Горо Комацу и соавторов о позднеплейстоценовой тувинской палеогидрологии. В статье были представлены фотографии и описания обнаруженных ранее М. Г. Гросвальдом и Н. В. Лукиной и вновь открытых международной группой полей гигантских знаков ряби течения.
В середине первого десятилетия XXI века к изучению гидроморфологических проблем этого экзотического рельефа успешно приступили географы МГУ из Проблемной лаборатории снежных лавин и селей. Используя дистанционные методы работы, и интерпретируя сведения, переданные из космоса со спутников, были получены данные о новых местонахождениях полей гигантской ряби течения в других местах на Земле. Материалы об алтайских дилювиальных ландшафтах вошли в международные фундаментальные учебники ( и др.), энциклопедии и путеводители.

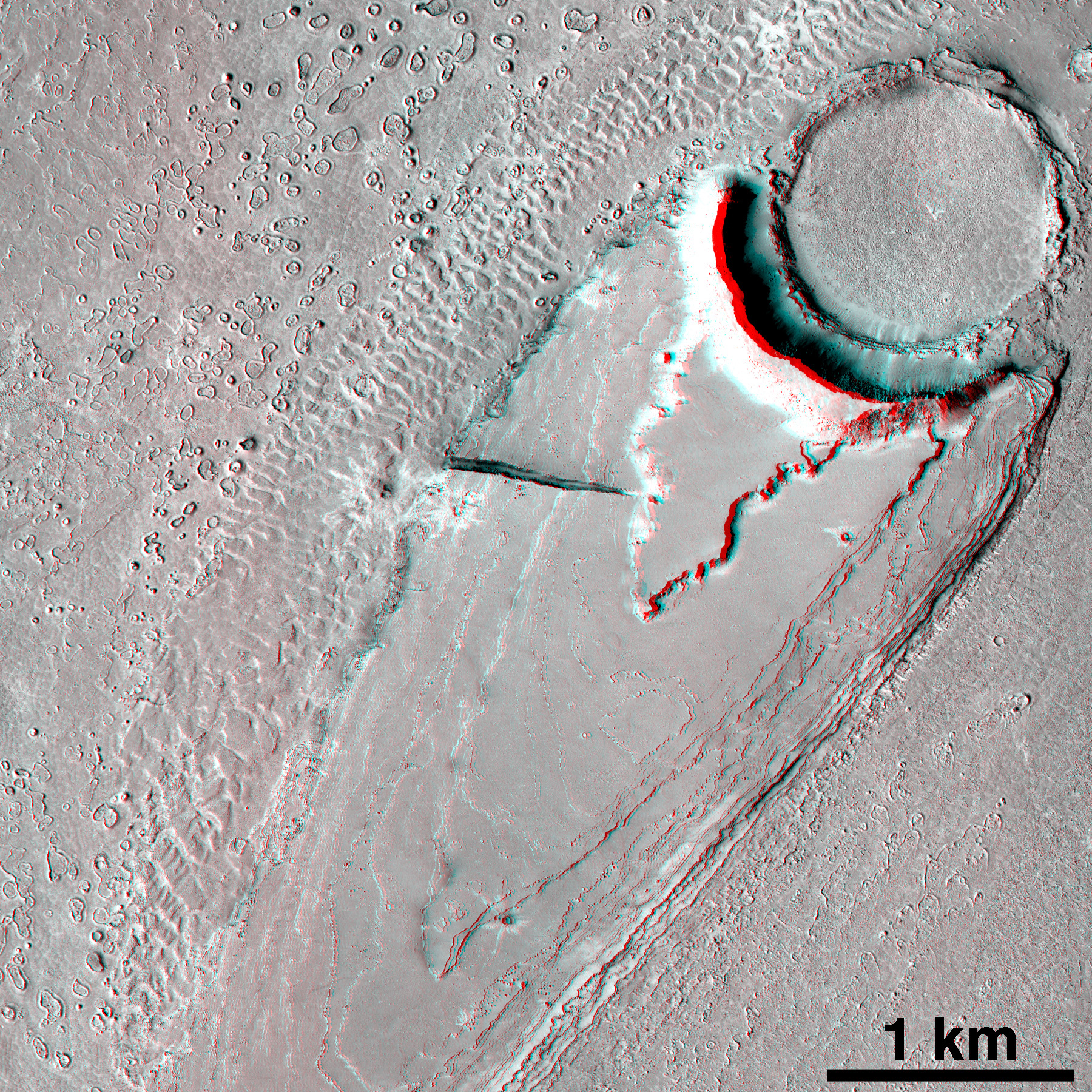
Гигантская рябь течения в долине Атабаска, плато Цербера, Марс, NASA. Просмотр в цветных Анаглиф-очках.

Успехи сравнительной планетологии, на основании сопоставления с алтайскими и североамериканскими аналогами, позволили обнаружить гигантскую рябь течения на Марсе.

### Альтернативные теории
Большинство учёных и геологов-практиков традиционно производили (а некоторые и до сих пор продолжают производить) свои палеогеографические и палеогляциологические реконструкции на основе унифицированных представлений о ведущих экзогенных процессах в горных и среднегорных районах по, в общем, справедливой, но далеко не полной схеме «оледенение—речной сток». При этом под речным стоком понимался некоторый «флювиогляциальный» сток, подразумевающий в гляциальной и перигляциальной зонах водотоки, проистекающие от ледников и создающие ниже их образования, называемые термином «флювиогляциальные». Поскольку в этой логической и действительно наблюдаемой сегодня во многих районах событийно-пространственной цепи отсутствует средний, весьма важный элемент — ледниково-подпрудные озера — то и образования, созданные дилювиальными процессами, принимались с оговорками либо за результаты ледниковых, либо флювиальных процессов, а так как дилювиальный рельеф и отложения принципиально отличны от аллювия и морен, то и объяснения образования «необычных» толщ и рельефа, имевших проблематичный для некоторых исследователей генезис, часто бывают также достаточно необычными. В качестве альтернативных точек зрения механизма образования гигантской ряби выдвигаются результаты землетрясений, работы ледников, водной эрозии, криогенные процессы и даже выпадение роя метеоритов на Горный Алтай.
Небольшая, но стабильная группа авторов (П. А. Окишев, А. В. Поздняков, Б. А. Борисов, Д. А. Тимофеев, А. В. Хон и др.) публикуют статьи, в которых Курайская, например, гигантская рябь характеризуется как «полигрядовые, мелкогрядовые» морены, в других случаях — как «инверсионный флювиогляциальный рельеф», или результат падения метеоритов, то, напротив, появление ряби объясняется последствием землетрясений, мерзлотных процессов и т. п.
Столь непохожие теории были высказаны одними и теми же авторами, но в разных статьях, при этом они не дискутируют между собой, но возражают исключительно против паводкового происхождения Курайской ряби. Про иные местонахождения полей гигантской ряби названные исследователи умалчивают.
Новейшая критика этих альтернативных дилювиальному генезису представлений была дана недавно Г. Г. Русановым в России и Юргеном Хергетом в международной научной печати, а также в многочисленных работах Г. Комацу, В. Бейкера, И. А. Волкова, М. Г. Гросвальда и многих др.

## Главные диагностические признаки гигантских знаков ряби течения
В научной литературе выделяют главные диагностические признаки гигантских знаков ряби течения:
1. Высота волны от 2 до 20 метров при длине волны от 5—10 до 300 метров.
2. Знаки ряби вытянуты вкрест дилювиальным потокам. Они чётко и закономерно асимметричны. Проксимальные склоны, ориентированные навстречу потоку, более пологие и имеют слабовыпуклые профили (профиль «китовой спины»); дистальные склоны более крутые и имеют слабовогнутые профили в пригребневых частях.
3. К гребням и верхним частям склонов часто приурочены скопления крупных слабоокатанных валунов и глыб.
4. Гигантские знаки ряби состоят из галечниково-мелковалунных отложений с незначительным присутствием грубо- и крупнозернистых песков. Обломочный материал обладает диагонально-косой слоистостью, согласной падению дистального склона. Независимо от возраста гряд (обычно — время последнего поздне- и послеледниковья) порода сухая и рыхлая, обломки не цементированы суглинистым и супесчаным материалом.
5. Поля гигантской ряби течения приурочены к путям стоков из котловинных ледниково-подпрудных озёр и круговоротным зонам в расширениях каналов стока.

До сих пор не удалось выявить диагностических признаков литологии вещества гигантской ряби, отличавших бы их от других генетических типов рыхлых отложений в разрезах. Наличие косослоистых серий в некоторых толщах явно флювиального генезиса, которые В. В. Бутвиловский диагностирует как погребенную рябь (например, обнажение в карьере в приустьевой части р. Иша и др.), в природе выглядят не так замечательно, как это рисуется автором. Кроме факта косого падения флювиальных валунных галечников, ничто не говорит о том, что перед исследователем — погребённые гигантские знаки ряби.
Это можно не более чем предполагать, а крутое падение слоистости русловых аллювиальных фаций — очень частое явление. По-видимому, проблема диагностики дилювиальных отложений в погребённом состоянии, то есть — без геоморфологического контроля, может быть решена не только и не столько на уровне текстурных особенностей дилювия, сколько на уровне микроскопического изучения литологии отложений гигантских знаков ряби, то есть минералогического состава тонкой фракции, формы зёрен, анализа акцессорий и т. д. и сравнения корректных обобщений этого материала с различными фациями современного горного аллювия на одноимённых створах. Такую работу пытался провести С. В. Парначев, но исследования привели его к неожиданному выводу — вещество дилювия ничем не отличается от вещества аллювия. С. В. Парначев был вынужден ввести новое понятие «дилювиальный (паводковый) аллювий», что, конечно, является невозможным сочетанием, так как физические характеристики сред, в которых формируются аллювий и дилювий принципиально различны.
Сейчас можно пока констатировать, что главными диагностическими признаками гигантских знаков ряби течения являются их большие размеры, особенности морфологии и текстуры, и грубый состав слагающего их обломочного материала.

## Терминология
Из всех дилювиальных образований гигантская рябь вызывает разнообразное (если не наибольшее) количество различных терминологических дефиниций. Так, собственно, термин «гигантская рябь течения» представляет собой обычную номинальную дефиницию. Этот термин, употребляемый в основном в США, перешёл в качестве переводной формы и в русскую научную лексику.
Однако, несмотря на точное соответствие термина «гигантская рябь течения» его содержанию, употребление этого термина в русском языке не удобно в тех работах, которые посвящены не дилювиальному процессу в целом (когда речь идёт о полях ряби и вообще о дилювиальном процессе), а отдельным формам, поскольку в русском языке отсутствует множественное число слова «рябь». В таких случаях, наряду с общим названием, А. Н. Рудой предложил не противоречащие сути главного термина понятия «дилювиальные (паводковые) дюны и антидюны», что согласуется с используемыми для гигантской ряби терминами, применяемыми, например, в Великобритании и Германии: «giant gravel dunes» (хотя можно заметить, что последний термин не точно отражает строение этого рельефа, поскольку в нём принимают участие, хотя и не всегда доминируют, и другие фракции). Возможно, для полей крупных знаков гигантской ряби (таких, например, как в Курайской и Чуйской котловинах на Алтае, или тувинских форм, а также вновь открытых форм в других районах Земли и на Марсе) удобно применять термин «дилювиальный бархан или барханоид».

## Механизм формирования гигантских знаков ряби течения

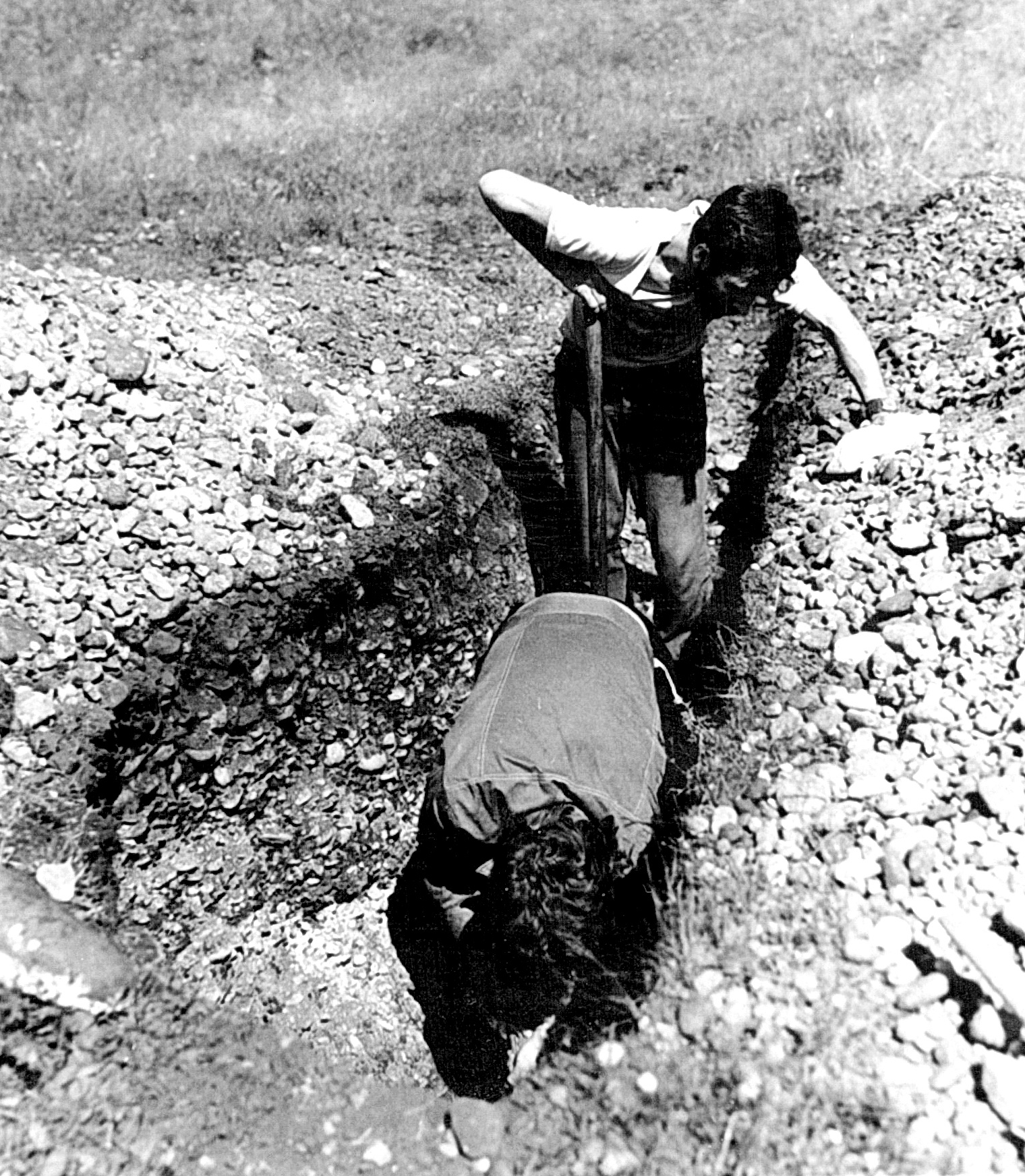
Студенты-геоморфологи Томского университета проходят канаву вкрест простиранию гребня гигантской ряби в районе пос. Платово, предгорья Алтая, правый берег р. Катунь, июль 1984.

Механизм формирования гигантских знаков ряби течения принципиально подобен процессу образования мелкой песчаной ряби, который сейчас довольно подробно изучен. В России для мелкой песчаной ряби этот вопрос решался в искусственных желобах и на экспериментальных участках с песчаным ложем. В общем, было установлено, что высота и длина волны ряби увеличивается с увеличением глубины и скорости воды. Эта зависимость сложна, хотя в отдельных интервалах парных параметров гряд и потока может быть линейной: В = 4,2D, где В — длина волны, а D — глубина потока. Близкие взаимоотношения приводит и М. С. Ялин: В = 5D.
При некоторой критической глубине воды эта зависимость может меняться на обратную: чем глубже поток, тем ниже дилювиальные дюны, но, вероятно, больше длина волны.
Первая зависимость часто применяется для расчёта гидравлических параметров русловых процессов в отечественной литературе, вторая — в западной.
Однако, как отмечал Р. Б. Дайнхарт, правила Ялина вполне справедливы для малых гравийных форм ложа, но, исходя из приведённых формул, уже при стометровой длине паводковой дюны глубина потока должна быть 20 м. При глубинах потока в сотни метров, какие имели американские, алтайские и тувинские дилювиальные потоки, следовало бы ожидать совсем другую морфометрию русловых форм скэбленда. Следовательно, приведённые зависимости мало пригодны для гигантской ряби, генерированной высокоэнергетическими течениями.
В последние годы для вычисления основных гидравлических характеристик дилювиальных потоков применяются компьютерные имитационные модели, в основе которых лежат данные о продольных уклонах каналов стока, уклонах водной поверхности суперпаводков, объёмов воды прорывавшихся озёр и другие (программы HEC-2, HEC RAS-3 и их версии для неустановившегося и, последние, для установившегося течения). Результаты этих работ дают сходимые результаты и в сущности уточняют уже вычисленные ранее в по программе НЕС-2 максимальные расходы, скорости, глубины потоков, а также напряжения сдвига ложа и пр. на основных створах в долинах Чуи и Катуни. Периоды прохождения дилювиальных потоков по основным долинам также сравнимы — это были исторически мгновенные события, продолжительностью от нескольких минут до нескольких дней (по данным работ А. Н. Рудого, П. Э. Карлинга с соавторами, Ю. Хергета с соавторами и др.) — от начала до полного опорожнения котловинных Чуйского и Курайского, в частности, ледниково-подпрудных озёр. Следовательно, время формирования донного грядового рельефа на гидравлически подходящих участках дна таких потоков также сравнимо с приведёнными периодами — рельеф гигантской ряби течения формировался и изменялся очень быстро. Развитие же этого донного рельефа практически прекращалось немедленно после истечения суперпаводков.
Чередование гранулометрически разнородных слоёв и горизонтов в строении паводковых дюн можно объяснить комбинацией механизмов периодического оползания крупнообломочного материала, накапливающегося в пригребневой части дистального слоя, флуктуацией потока и короткопериодическими изменениями гранулометрии влекомых наносов. П. Э. Карлинг полагает также, что поскольку падение слоистости в паводковых дюнах близко к состоянию покоя, то гряды в русле перемещались в основном не обваливанием и оползанием, а перекатыванием подвижных слоев через изгиб в вершине гребней и отложением их на дистальном склоне.
Для роста ряби в условиях соответствующего потока требуется очень небольшие интервалы времени. Р. Б. Дайнхарт на примере рек северо-запада США установил, что при высоте гребней речных дюн в пределах 0,2—0,4 м их длина увеличивается до 30 м за 1—2 суток. Т. К. Густавсон (цит. по []) наблюдал на современных реках Техаса, как в половодье речная рябь вырастала до 2 м при длине волны около 100 м. Хотя прямые физические аналогии между современной песчаной рябью и гигантскими валунно-галечниковыми дилювиальными дюнами не могут быть корректными, и эти данные подтверждают то, что формирование рельефа гигантской ряби течения в четвертичных дилювиальных потоках происходило весьма энергично.
Сейчас же пока можно сделать предварительный вывод о том, что гигантские знаки ряби течения являются русловыми формами, которые не могут быть сопоставлены непосредственно из наблюдений ни в современных ущельях и небольших разветвлённых реках, ни в больших зрелых речных долинах.
В настоящее время ни в одной стране не разработана классификация гигантских знаков ряби течения подобная тем, которые имеются для мелкой речной ряби. Эта работа по генетическому разделению дилювиальных фаций ещё впереди.

## Географическое распространение
В настоящее время особенно подробно изучаются уже упомянутые местонахождения рельефа гигантской ряби течения в трёх несопоставимых по площади регионах:
- Колумбийское базальтовое плато (территория Чаннелд-Скаблендс). Гигантская рябь открыта Дж. Т. Парди, наиболее основательно изучалась Дж. Х. Бретцем и В. Р. Бейкером, начиная с 1920-х годов. Основные местонахождения (более пятидесяти) связаны, в основным, с катастрофическими прорывами ледниково-подпрудного озера Мизула в бассейне р. Колумбии.

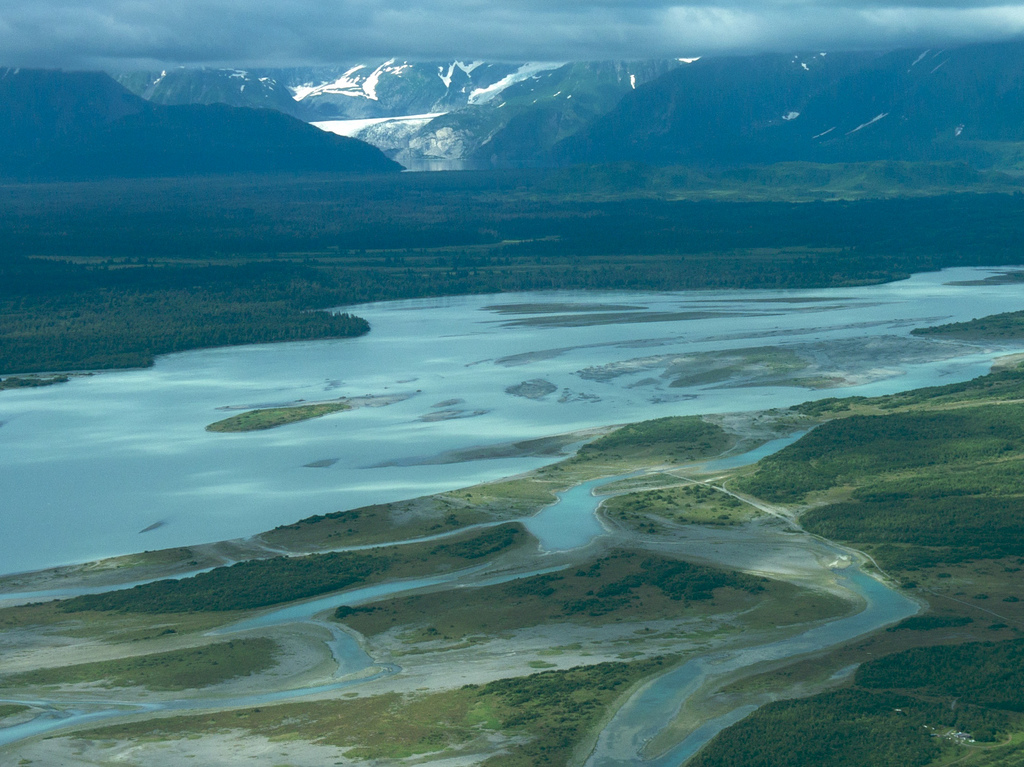
Долина р. Алсек — вверх на ледник.

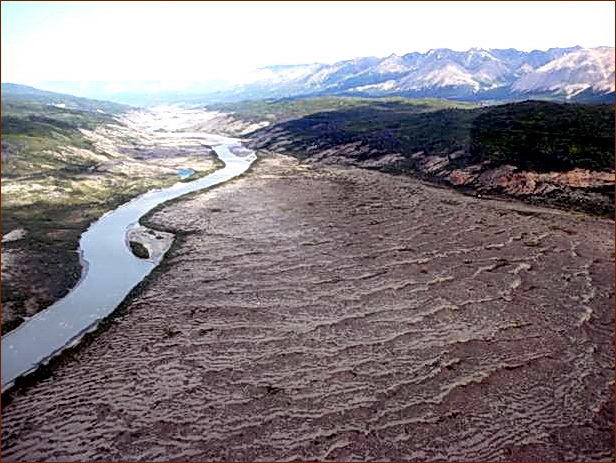
Современные знаки гигантской ряби течения в долине реки Алсек, Юкон, (горы Святого Ильи, Канада).

- Алтай. В Курайской котловине, на правобережье р. Тетё (две верхние фотографии) гигантская рябь была открыта в конце 1950-х годов Г. Ф. Лунгерсгаузеном и О. А. Раковец[61], в бассейне р. Башкауса — В. В. Бутвиловским и в долинах рек Катуни и Чуи — А. Н. Рудым. Наиболее тщательно изучались В. В. Бутвиловским, А. Н. Рудым, Г. Г. Русановым и П. А. Карлингом. Сегодня известны десятки местонахождений гигантской ряби течения практически во всех крупных речных долинах и межгорных впадинах Алтая. Летом 2010 года профессор Пол Карлинг из Саутгемптонского университета планирует исследование строения дилювиальных дюн и антидюн Алтая на ключевых участках с помощью радиолокатора, разработанного Петером Хуггенбергером с коллегами в Швейцарском федеральном институте водных проблем и технологий[англ.], Цюрих[62].
- Тыва. Гигантская рябь течения была открыта М. Г. Гросвальдом и впервые описана им в 1987 году, а Н. В. Лукиной из Геологического института РАН — в 1991 году. Только что вышла первая крупная публикация о палеогидрологии Саяно-Тувинского нагорья, в которой представлены описание, анализ и фотографии всех известных и выявленных в последние годы гигантских знаков ряби[32]. Эта рябь в долинах верхнего Енисея, как полагают все её исследователи, формировалась в конце последнего позднеледниковья в каналах дилювиальных стоков из северо-монгольского котловинного ледниково-подпрудного озера Дархатское.

Огромная работа была проделана в Московском и Томском государственных университетах в самые последние годы по выявлению рельефа гигантской ряби течения и предварительной реконструкции палеогидрологической ситуации на территории всех континентов Земли с помощью дешифрирования аэрокосмической информации. При дистанционном анализе земной поверхности, как отмечает геоморфолог из МГУ С. С. Черноморец, учитывались следующие обстоятельства, и особым внимание пользовались следующие участки:
- протяжённые высокогорные долины, где есть следы их блокирования, или где имеются основания предполагать их в прошлом;
- встречаемость дилювиальных дюн и антидюн в нескольких местах на протяжении долины. Если гигантская рябь течения обнаруживается в одном месте, то, как правило, её удаётся найти в других местах выше или ниже по течению, на протяжении нескольких десятков километров точно так же, как это имеет место для изученных территорий Алтая и Тувы;
- в ряде случаев — наличие озёрных террас и дропстоунов.

Помимо запада США, Алтая и Тувы, формы гигантской ряби встречаются:
- в долине реки Алсек (горы Святого Ильи, Канада)[63][64];
- в долине реки Ярлун Цзанбо (Тибет, Китай)[65];
- в верховьях реки Хунза и далее вдоль реки Инд (северные районы Пакистана) на 170-километровом протяжении, начиная от города Гилгит;
- в долине реки Инд около Скарду (северные районы Пакистана);
- в долине реки Нубра (Кашмир, Индия);
- в долине реки Мургаб-Аксу на Памире.

Видимо, самыми молодыми в мире являются дилювиальные дюны в долине реки Алсек. Их формирование относится к концу XIX — началу XX века. Ледниковые плотины возникали здесь, как минимум, 4 раза, и их формирование было связано с подпруживанием р. Алсек при подвижках ледника Лоуэлл. По результатам аэросъёмки были отдешифрированы чётко выраженные формы рельефа гигантской ряби течения. Кроме того, были прослежены следы старых уровней подпрудного озера на бортах долины реки. Было также установлено, что дилювиальные дюны образуются как выше подпруживавшей плотины, где при прорыве стоячие воды озера приходят в движение, так и ниже неё, куда приходит прорывная волна. При этом морфология дилювиальных дюн выше и ниже плотины несколько различается. Этими работами были также выявлены особенности строения бортов долины в местах подпруживания ледником, которые в будущем могут быть использованы для анализа аналогичных объектов в других районах.

## Палеогеографическое значение
Современные реконструкции ледниковой палеогидрологии Алтая и Тувы начались с открытия и изучения строения, морфологии и географии рельефа гигантских знаков ряби течения. Другие формы скэбленда, особенно в горных районах, могут иметь неоднозначную генетическую интерпретацию. Тем не менее в совокупности с гигантской рябью они дают однозначный путь к реконструкциям: были крупные оледенения, и были крупные ледниково-подпрудные озёра. Были систематические и грандиозные их прорывы, в результате которых за часы-дни-недели кардинально менялась исходная топография района. Гигантские знаки ряби течения, таким образом, — исключительное доказательство катастрофических прорывов ледниково-подпрудных озёр и/или взрывного таяния криосферы.
Открытие и крупномасштабное картографирование новых местонахождений полей гигантских знаков ряби течения и других дилювиальных образований предоставляет исследователю новый научный и методологический инструмент для реконструкции известной сегодня лишь в общих чертах грандиозной системы перигляциальных палеостоков всей Центральной и Северной Азии.
На территориях, где установлено четвертичное оледенение и приледниковые водоёмы, должны быть обнаружены гигантские знаки ряби течения. И напротив, на территориях, где обнаружены гигантские знаки ряби течения, должны быть обнаружены и следы четвертичных оледенений и ледниково-подпрудных озёр.
Согласно официальному реестру Американской геологической службы, позднечетвертичные алтайские дилювиальные потоки, открытые и реконструированные в первую очередь по гигантским знакам ряби течения, по своим гидравлическим характеристикам занимают первое место в мире, североамериканские мизульские — второе, и тувинские — третье.